# 메틸렌 블루
메틸렌 블루(영어: methylene blue)는 헤테로 고리 방향족 화합물이다. 상온에서 짙푸른 녹색을 띄며, 산화 시 푸른색, 환원 시 무색을 띠는 특징이 있다. 이 특성 때문에 산화 환원의 지표로 사용된다. 수화물은 파란색이며, 메틸렌 블루 1분자당 물 분자가 3분자 결합한 형태로 존재한다. 100~110 °C에서 분해되며 동물 세포의 염색에도 널리 사용한다. 독일의 과학자 하인리히 카로에 의해 1876년 처음으로 합성되었다.

## 의학적 용도

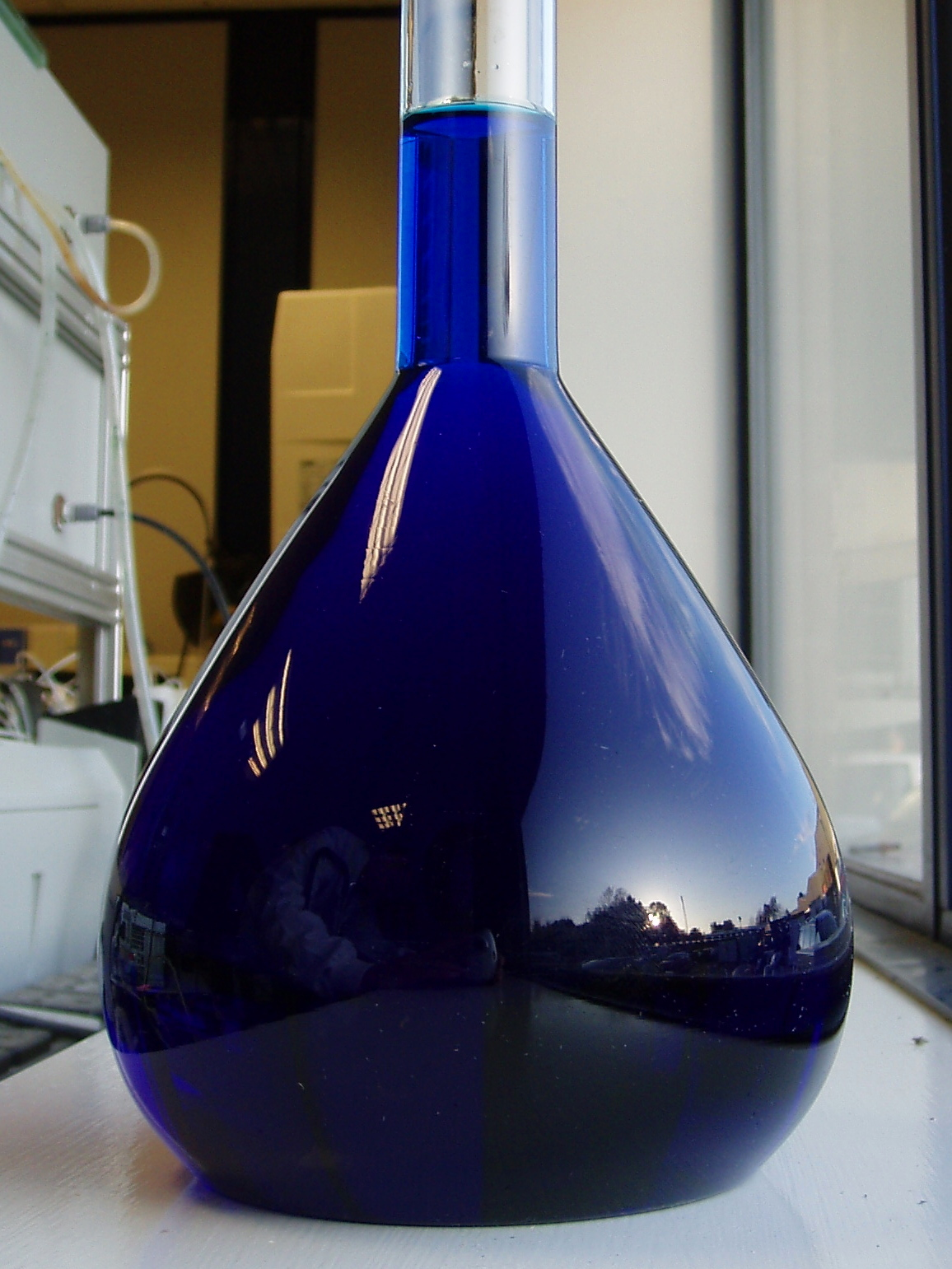
부피 플라스크에 담긴 메틸렌 블루 수용액

메틸렌 블루는 비뇨기 진통제로 널리 사용되며 그 외에도 다양한 용도로 사용된다.

### 빛과 함께 사용
메틸렌 블루는 페노티아진기가 결합된 염료로 빛에 쪼일 경우 페노티아진기가 반응하여 살바이러스 효과를 낸다. 살바이러스 효과는 1940년대부터 알려져 왔으며 이 특성을 이용하여 에이즈 환자의 카포시 육종, 플라크 건선, 웨스트 나일 바이러스 감염, 황색 포도상구균, B형 간염 바이러스 변종, 아데노 바이러스, HIV-1, C형 간염 치료에 이용되나 빛과 결합된 메틸렌블루는 DNA를 손상시킬 위험이 있어 암을 유발할 수 있다.

### 사이안화물중독
환원 기작이 산소와 유사하여 전자전달계에 사용될 수 있어 사이안화 칼륨 등의 중독에 사용된다. 1926년에 최초로 입증되었다.

### 위약
부작용이 거의 없고 소변의 색을 변화시키는 특성 때문에 플라시보로 사용되기도 한다.

### 말라리아치료
1891년, 폴 에를리히에 의해 말라리아 치료에 사용될 수 있음이 입증되었다. 현재는 널리 쓰이지 않지만 저렴한 가격으로 인해 다른 치료제와 칵테일하여 사용하는 요법이 연구되고 있다. 클로로퀸과의 칵테일법은 실패한 것으로 알려져있다.

### 착색 및 염색
내시경 용종 제거술에 생리식염수와 에피네프린과 함께 투여되며 용종 주위의 점막을 염색시킨다. 이는 용종 제거시 주위 조직이 같이 제거되는데, 이때 용종 제거의 이득이 더 큰지, 조직의 손상으로 인한 위험이 더 큰지 판단할 수 있게 한다. 또한 색소내시경(chromoendoscopy)시 염료로 사용되어 소화관의 구분과 이형성 세포 혹은 암 발병 가능 세포를 분별하는 용도로 쓰인다.
또한 소변을 염색시키는 특성때문에 정맥주사를 통해 비뇨기 검사를 할 때도 이용한다.
메틸렌블루가 용액 속에서 이온화되고 나면 황인자에 양전하가 생기게 된다. 그리고 이 양이온이 푸른색을 띠기 때문에 메틸렌블루 용액을 세포에 몇 방울 떨어뜨리면 음전하를 띠고 있는 세포의 핵이 푸르게 염색된다.

### 심장수술 후의 혈관 마비 증후군 치료
일부 논문에서 심장 수술 후 일어나는 혈관 마비 증후군(vasoplegic syndrome)의 관리를 위해 메틸렌 블루를 사용했음을 보고했다.

## 합성
디메틸-4-페닐렌디아민과 황화수소를 염산에 녹인 후, 염화 철로 산화시켜 제조한다.

## 빛 흡수

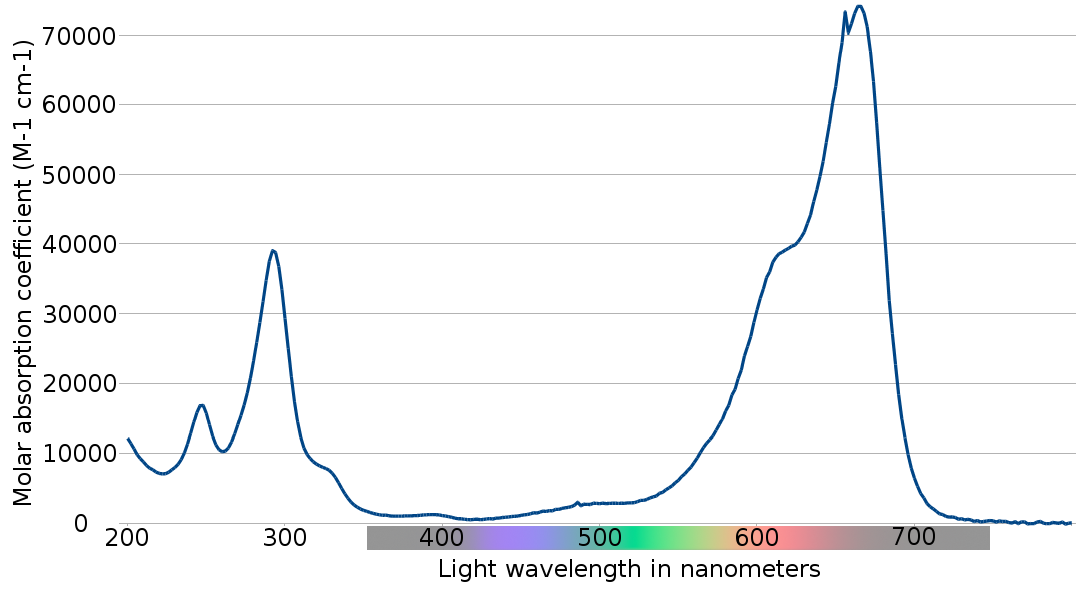
메틸렌 블루의 몰 흡광 계수에 따른 빛 흡수 스펙트럼 그래프. 흡광 계수가 17000 일 때, 665nm 파장의 빛은 메틸렌 블루를 통과한다.

메틸렌 블루는 강력한 양이온성 광촉매로 파장 670nm 부근의 빛을 가장 잘 흡수한다. 흡수량과 최대 흡수점은 메틸렌 블루의 고차 응집체 물질 흡착 여부와 농도 등에 따라 결정된다.
| 종류                 | 최대 광흡수점 | 흡광계수 (dm3/mole·cm) |
| -------------------- | ------------- | ---------------------- |
| MB+ (용해)           | 664           | 95000                  |
| MBH2+ (용해)         | 741           | 76000                  |
| (MB+)2 (용해)        | 605           | 132000                 |
| (MB+)3 (용해)        | 580           | 110000                 |
| MB+ (점토에 흡착)    | 673           | 116000                 |
| MBH2+ (점토에 흡착)  | 763           | 86000                  |
| (MB+)2 (점토에 흡착) | 596           | 80000                  |
| (MB+)3 (점토에 흡착) | 570           | 114000                 |